# Protartessus drummondi
Protartessus drummondi är en insektsart som beskrevs av Evans 1981. Protartessus drummondi ingår i släktet Protartessus och familjen dvärgstritar. Inga underarter finns listade i Catalogue of Life.